# Борис Злокович
Борис Злокович (16 березня 1984) — сербський і чорногорський ватерполіст.
Учасник Олімпійських Ігор 2008, 2012 років. Чемпіон світу 2005 року, бронзовий медаліст 2003 року. Чемпіон Європи 2003, 2008 років, срібний медаліст 2012 року.